# Louis de Berton des Balbes de Quiers
Louis des Balbes de Bertón de Quiers (Avignon, 22 de fevereiro de 1717 — Madrid, 9 de abril de 1796), 1.º duque de Mahón e 2.º duque de Crillon, foi um oficial militar franco-espanhol que atingiu o posto de capitão-general do Exército, o posto mais elevado da hierarquia militar espanhola da sua época.

## Biografia
Tornou-se soldado aos 16 anos de idade e serviu com distinção no exército francês antes de ser transferido para o exército espanhol, que foi aliado da França durante grande parte do século XVIII. Membro de uma distinta família militar, era amplamente admirado pela sua coragem pessoal, cortesia e cavalheirismo. Terá servido em 68 missões, e participado nos principais conflitos do seu tempo, incluindo a Guerra da Sucessão Polaca, a Guerra da Sucessão Austríaca, a Guerra dos Sete Anos e a Guerra Anglo-Espanhola. A sua vitória mais famosa foi a bem-sucedida invasão de Minorca, em 1781, na qual derrotou uma guarnição britânica e devolveu a ilha à Espanha, embora os seus esforços para recapturar Gibraltar aos britânicos foram um fracasso notável. Encerrou sua carreira a serviço da monarquia espanhola Bourbon, que havia sido aliada da França antes da Revolução Francesa, e morreu em Madrid.